# Піндіншань
Піндінша́нь (спрощ.: 平顶山; піньїнь: Píngdǐngshān) — міський округ у китайській провінції Хенань.

## Адміністративний поділ
Міський округ поділяється на 4 райони, 2 міста і 4 повіти:
| Карта                                                                        | Карта   | Карта    | Карта            |
| ---------------------------------------------------------------------------- | ------- | -------- | ---------------- |
| Жучжоу Цзя Баофен ① Лушань ② ③ ④ Є Уган ① Шилун ② Сіньхуа ③ Вейдун ④ Чжаньхе |         |          |                  |
| Статус                                                                       | Назва   | Оригінал | Населення (2020) |
| Район                                                                        | Сіньхуа | 新华区   | 465 152          |
| Район                                                                        | Вейдун  | 卫东区   | 336 100          |
| Район                                                                        | Шилун   | 石龙区   | 43 429           |
| Район                                                                        | Чжаньхе | 湛河区   | 345 928          |
| Міський повіт                                                                | Жучжоу  | 汝州市   | 974 541          |
| Міський повіт                                                                | Уган    | 舞钢市   | 294 839          |
| Повіт                                                                        | Баофен  | 宝丰县   | 498 157          |
| Повіт                                                                        | Є       | 叶县     | 735 500          |
| Повіт                                                                        | Лушань  | 鲁山县   | 787 109          |
| Повіт                                                                        | Цзя     | 郏县     | 506 377          |

## Клімат
Місто знаходиться у зоні, котра характеризується вологим субтропічним кліматом. Найтепліший місяць — липень із середньою температурою 27.5 °C (81.5 °F). Найхолодніший місяць — січень, із середньою температурою 1.5 °С (34.7 °F).
| Клімат Піндіншаня       | Клімат Піндіншаня | Клімат Піндіншаня | Клімат Піндіншаня | Клімат Піндіншаня | Клімат Піндіншаня | Клімат Піндіншаня | Клімат Піндіншаня | Клімат Піндіншаня | Клімат Піндіншаня | Клімат Піндіншаня | Клімат Піндіншаня | Клімат Піндіншаня | Клімат Піндіншаня |
| Показник                | Січ.              | Лют.              | Бер.              | Квіт.             | Трав.             | Черв.             | Лип.              | Серп.             | Вер.              | Жовт.             | Лист.             | Груд.             | Рік               |
| Середній максимум, °C   | 6,2               | 8,2               | 14                | 20,8              | 26,6              | 31,7              | 31,5              | 30,6              | 26                | 21                | 14,1              | 8                 | 19,9              |
| Середня температура, °C | 1,5               | 3,3               | 8,8               | 15,3              | 20,9              | 26                | 27,5              | 26,6              | 21,5              | 16,1              | 9,3               | 3,3               | 15                |
| Середній мінімум, °C    | −4                | −2,4              | 2,7               | 9                 | 14,4              | 19,8              | 22,5              | 21,7              | 16,1              | 10,2              | 3,5               | −2,4              | 9,3               |
| Норма опадів, мм        | 11.9              | 16.8              | 31.1              | 59.5              | 59.7              | 79                | 168.7             | 140.5             | 86.1              | 54.4              | 31.8              | 10.2              | 749.7             |
| Днів з опадами          | 4,2               | 5,5               | 7,5               | 9,8               | 8,9               | 8,4               | 12,7              | 11,4              | 11,6              | 9,6               | 7,2               | 4,4               | 101,2             |
| Вологість повітря, %    | 61                | 63.1              | 63.6              | 65.1              | 64                | 62.2              | 75.9              | 77.9              | 75.3              | 72.4              | 69.7              | 63.6              | 67.8              |
| ----------------------- | ----------------- | ----------------- | ----------------- | ----------------- | ----------------- | ----------------- | ----------------- | ----------------- | ----------------- | ----------------- | ----------------- | ----------------- | ----------------- |
| Джерело: Weatherbase    |                   |                   |                   |                   |                   |                   |                   |                   |                   |                   |                   |                   |                   |